# Parque nacional Cerros de Amotape
El parque nacional Cerros de Amotape (PNCA) está situado en la parte norte de Perú el cual aloja un parque natural fabricado por el hombre en el departamento de Piura y la parte del extremo sur del departamento de Tumbes. Es el mejor ejemplo conservado de bosques secos ecuatoriales en toda la región del Pacífico. Antiguamente estos bosques cubrían la totalidad de los departamentos de Tumbes, Piura y Lambayeque en el Perú, la provincia de El Oro y las regiones costeras de la provincia del Guayas en Ecuador.
Muchas variedades de orquídeas, arbustos, espinos y animales se encuentran en estas regiones como el oso de anteojos (Tremarctos ornatus), el cóndor de los bajos andes, el tigrillo, la boa constrictor y el cocodrilo americano en peligro de extinción. El parque nacional fue establecido oficialmente el 22 de julio de 1975 y tiene una superficie de 913 km².
En 1977, la Unesco reconoce al parque nacional Cerros de Amotape como zona núcleo de la reserva de biósfera Noroeste Amotapes-Manglares.

## Clima
Tropical y húmedo durante los meses de verano, de noviembre a mayo; un clima más seco, de sabana, el resto de los meses. La temperatura media está alrededor de los 27 °C, con máximas de temperatura de 42 °C y mínimas de temperatura de 16 °C. Durante todo el año, el tiempo es soleado, por encima de los 25 °C, aunque los veranos pueden volverse insoportables.
Es la única área natural protegida de Perú donde la ecorregión de bosque seco ecuatorial aún se conserva.

## Flora
Se han registrado cuarenta y cuatro especies arbóreas, cuarenta y seis especies arbustivas, sesenta y una especies de herbáceas terrestres, doce herbáceas rastreras o trepadoras, seis parásitas, siete cactáceas arborescentes o columnares, siete bromeliáceas y doce epífitas, entre ellas cuatro variedades de orquídeas.
La flora característica para el bosque seco ecuatorial está representada por el algarrobo (Prosopis pallida), hualtaco (Loxopterigium, Loxopterigium huasango), palo santo (Bursera graveolens), polo polo (Cochlospermun vitifolium), charán (Caesalpinea paipai), madero negro o guayacán (Tabebuia billbergii), ceibo (Ceiba trichistandra), ébano (Ziziphus thyrsiflora), madero (Tabebuia chrysantha).
En el bosque tropical del Pacífico, se registran árboles de mayor tamaño y densidad, cubiertos por epifitas como la salvajina (Tillandsia usneoides) y orquídeas. Entre las especies forestales características tenemos palo de vaca (Alseis peruviana), pretino, (Cavanillesia platanifolia), cedro (Cedrela montana), laurel (Cordia eriostigma), pechiche (Vitex gigantea), palo de balsa (Ochroma piramidale).

## Fauna
El PNCA es la primera área protegida a nivel nacional con mayor número de especies amenazadas , siendo 14 especies , destacan Leucopternis occidentalis (gavilán Dorsigris), Brotogeris pyrrhoptera (perico macareño), Synallaxis tithys (colaespina cabecinegra), Onychorhynchus occidentalis (mosquero-real del Pacífico), Ortalis erythroptera (chachalaca), el cóndor de la selva (Sarcoramphus papa), el venado gris (Odocoileus virginianus), el sajino (Tayassu tajacu) y la ardilla de nuca blanca (Sciurus stramineus). En cuanto a los reptiles se encuentran serpientes como la macanche (Bothrops barnetti, Micrurus tschudii olsoni), la boa (Boa constrictor) y la iguana (Iguana iguana).
Otras especies clave del área son mono Coto de Tumbes (Alouatta palliata), nutria del Noroeste (Lontra longicaudis), jaguar (Panthera onca), tigrillo (Leopardus pardalis), cocodrilo de Tumbes (Crocodylus acutus).
Sabemos de la existencia de pumas, chucaco, urraca cola blanca, trepador, Sicalis Flaveola, águila negra, búhos y murciélagos.
Otras especies son los pájaros carpinteros, las cotorras y los pericos. Recientemente el explorador Daniel López M. ha presentado fotografías de un búho listado del que aún no se tienen otras referencias.

## Acceso
Desde Lima se puede llegar por vía aérea y por la carretera Panamericana norte hasta la ciudad de Tumbes. Desde Tumbes existen estas vías de acceso diferentes:
- Acceso 1. Tumbes-Caserío Francos (por carretera asfaltada), Francos-Puesto de control Rica Playa (por trocha carrozable), a una hora desde Tumbes.
- Acceso 2. Tumbes-Quebrada Bocapán (por carretera asfaltada), Bocapan-Cruce Huasimo-Puesto de Control Panales, Puesto de Control Panales-Puesto de Control Teniente Astete ANP (por trocha carrozable).
- Acceso 3. Tumbes-Mancora (por carretera asfaltada) Mancora-Puesto de Control de Fernández (10 km de trocha carrozable y luego cauce de quebrada). Siguiendo por varios caseríos se llegua al puesto de control de Panales.

Para ingresar al área es necesario solicitar un permiso del jefe del ANP. La visita con propósito de investigación requiere cumplir con los requisitos establecidos en el TUPA (Texto Único de Procedimientos Administrativos) de INRENA, que es tramitado en Lima. La sede administrativa del INRENA está en Bartolomé Zeta n.º 127, urb. José Lishner Tudela, Tumbes, su telefax es el 072-526489.
En los puestos de control existen facilidades básicas para pernocte de visitantes. Los guardaparques ofrecen información verbal a los visitantes. Al interior del parque, existen senderos y dos miradores turísticos naturales. Además, en el sector de Quebrada Faical se ha construido la Estación Biológica El Caucho que provee buenas facilidades para visitantes.
El parque cuenta con una extensión de 91 300 ha distribuidas entre las cotas altitudinales que van de los 200 m hasta los  1613 m s. n. m. La configuración variada de su relieve abarca colinas y cerros de la cadena de La Brea o Amotape. El lugar presenta un clima cálido-seco caracterizado por presentar una temperatura anual promedio de 24 °C y una precipitación anual de 900 mm³. Estas condiciones permiten que en este lugar se manifieste la ecorregión de bosque seco ecuatorial Amotape cuenta con una gran diversidad biológica de flora y fauna. Las especies que destacan son el algarrobo, hualtaco (Loxopterygium huasango), charan, sapote, pasallo y guayacán (Tabebuia billbergii). La fauna silvestre es muy variada, con especies representativas de bosque tropical, de zonas áridas y de la cordillera andina. Entre las más destacadas, tenemos el cóndor andino (Vultur gryphus), el tigrillo, el venado rojo (Mazama americana), el sajino, el venado gris (Odocoileus virginianus), la ardilla de nuca blanca (Sciurus stramineus) y el loro cabeza roja.